# Révész László (politikus, 1889–1965)
Révész László (Kecskemét, 1889. november 20. – Kecskemét, 1965. január 18.) magyar járásbíró, ügyvéd, kisgazda politikus, országgyűlési képviselő.

## Élete
Református vallású, értelmiségi családban született. Középiskoláit szülővárosában végezte és ugyanott kezdte jogi tanulmányait is, amelyeket a kolozsvári egyetemen fejezett be; Kolozsvárott szerzett jogi és államtudományi doktorátust is. Fél esztendőt a berlini Humboldt Egyetemen is töltött, az egyesített ügyvédi és bírói vizsgát pedig 1916-ban Budapesten tette le.
1914-ben igazságügyi szolgálatba lépett, 1915 augusztusától bírósági jegyző, majd 1919. március 21-étől járásbíró lett a kecskeméti királyi járásbíróságon, a tanácsköztársaság idején, 1919. június 12-én pedig forradalmi törvényszéki elnökké nevezték ki. A kommün bukása után több szélsőjobboldali támadás érte, ezek miatt 1920-ban úgy döntött, hogy kilép az állami szolgálatból. 1921-ben önálló ügyvédi irodát nyitott Kecskeméten, emellett 18 katasztrális hold földjén gazdálkodott. 1925-től 1948-ig a Kecskeméti Magyar Kereskedelmi Bank igazgatósági tagja, majd elnöke is volt, illetve az Első Kecskeméti Hírlapkiadó és Nyomda Rt. igazgatóságába is beválasztották.
Az országos pártpolitikába egészen fiatalon, 1910-ben kapcsolódott be, akkor a Függetlenségi és Negyvennyolcas Párt kecskeméti szervezetének lett a tagja. Később, 1930 őszi megalakulásakor csatlakozott a Független Kisgazdapárthoz (FKGP). 1938-tól ez utóbbi kecskeméti szervezetének elnöke és az országos nagyválasztmány tagja lett, az 1939. évi általános választáson pedig Eckhardt Tibor mögött a második helyen szerepelt a párt kecskeméti lajstromán és miután Eckhardt lemondott ottani mandátumáról, mint első pótképviselőt, őt hívták be a képviselőházba.
Demokratikus beállítottsága, az 1848-as függetlenségi hagyományokhoz való ragaszkodása alapján 1940-ben Magyarországnak a háromhatalmi egyezményhez való csatlakozása ellen foglalt állást, és 1943-ban ő is aláírta a kisgazdapárt Kállay Miklós miniszterelnökhöz eljuttatott háborúellenes memorandumát. Tagja volt annak a delegációnak, amely a Szociáldemokrata Párttal folytatott tárgyalásokat a két párt közötti parlamenti szövetség megkötéséről.
Az ország német megszállását, 1944. március 19-ét követően el kellett menekülnie, egy tanyán húzódott meg, és csak azután tért vissza, miután a német csapatokat 1944. október 31-én végleg kiűzték a városból. 1944. december 17-étől tagja lett az Ideiglenes Nemzetgyűlésnek, beválasztották Kecskemét város törvényhatósági bizottságába és kisgyűlésébe is. Az 1945. augusztus 20-i nagyválasztmánytól az FKGP Országos Intézőbizottságának lett a tagja.
Az 1945. november 4-i nemzetgyűlési választásokon a Pest-Pilis-Solt-Kiskun és Bács-Bodrog vármegyei választókerületben újból képviselővé választották; 1946. október 22-től a Nemzetgyűlés háznagya volt. Újjászervezte, és 1944. december 1-jétől 1946 júliusáig ő vezette a kecskeméti jogakadémiát, amely 1946. szeptember 20-án tiszteletbeli professzori címmel tüntette ki. 1946. szeptember 1-jétől 1947-ig a Kecskeméti Lapok főszerkesztője, 1947. július 13-tól az FKGP kecskeméti szervezetének a „vezérelnöke” volt. 1946–1948-ban a Kecskeméti Gazdasági Gőzmalom igazgatósági tagjaként is tevékenykedett, illetve 1946. november 19-én a Református Egyesület tiszteletbeli elnökévé is megválasztották.
Az 1947. augusztus 31-i országgyűlési választásokon korábbi választókerületében ismét bejutott a törvényhozásba. 1948. június közepén azonban egészségi okokra hivatkozva lemondott a képviselőségről, mandátumát július 6-i hatállyal szüntették meg. Visszaköltözött Kecskemétre, majd a személyét újból egyre többször érő zaklatások elől szikrai szőlőjében húzódott meg. 1956. október 28-án Kecskeméten kezdeményezésére és irányításával alakult újjá a Független Kisgazdapárt. Újraindította a Kecskeméti Lapok című kisgazdapárti újságot, amelynek ő lett a főszerkesztője. 1956. november 4. után ismét visszavonult Szikrára, haláláig ott gazdálkodott.